# Paul Cotteret
Paul Cotteret est un directeur de la photographie français, né le 2 avril 1896 à Aubervilliers et mort le 9 septembre 1983 à Antibes.

## Filmographie partielle
- 1924 : La Fontaine des amours de Roger Lion
- 1927 : La Sirène des Tropiques de Henri Etiévant et Mario Nalpas
- 1931 : Le Juif polonais de Jean Kemm
- 1932 : Coups de roulis de Jean de La Cour
- 1932 : Les Vignes du Seigneur de René Hervil
- 1932 : Le Coffret de laque de Jean Kemm
- 1932 : Amour et Discipline de Jean Kemm
- 1932 : Pour un sou d'amour de Jean Grémillon
- 1933 : Mannequins de René Hervil
- 1934 : Mauvaise Graine d'Alexander Esway et Billy Wilder
- 1934 : Trois de la marine de Charles Barrois
- 1935 : Aux portes de Paris de Charles Barrois et Jacques de Baroncelli
- 1936 : Les Jumeaux de Brighton de Claude Heymann
- 1938 : La Femme du bout du monde de Jean Epstein
- 1942 : Fièvres de Jean Delannoy
- 1942 : Vie privée de Walter Kapps
- 1942 : L'Inévitable Monsieur Dubois de Pierre Billon
- 1943 : Le Mistral de Jacques Houssin
- 1944 : La Vie de plaisir d'Albert Valentin
- 1944 : Vautrin de Pierre Billon
- 1945 : La Cage aux rossignols de Jean Dréville
- 1946 : Étoile sans lumière de Marcel Blistène
- 1946 : L'Ennemi sans visage de Robert-Paul Dagan et Maurice Cammage
- 1946 : Impasse de Pierre Dard
- 1947 : Fantômas de Jean Sacha
- 1948 : L'Idole d'Alexander Esway
- 1950 : Les Mécanos de l'air, court métrage de Marcel Martin
- 1950 : Le Grand Cirque de Georges Péclet
- 1950 : Et moi, j'te dis qu'elle t'a fait de l'œil de Maurice Gleize
- 1951 : Le Naufragé du Pacifique (Il naufrago del Pacifico) de Jeff Musso
- 1951 : Ma femme est formidable d'André Hunebelle
- 1952 : Monsieur Taxi d'André Hunebelle
- 1952 : Les Surprises d'une nuit de noces de Jean Vallée
- 1953 : L'Étrange Amazone de Jean Vallée
- 1955 : Série noire de Pierre Foucaud
- 1956 : Treize à table d'André Hunebelle
- 1957 : Assassins et Voleurs de Sacha Guitry
- 1957 : Bonjour Toubib de Louis Cuny
- 1957 : Filous et Compagnie de Tony Saytor
- 1958 : Péché de jeunesse de Louis Duchesne
- 1959 : Oh ! Qué mambo de John Berry
- 1960 : À pleines mains de Maurice Régamey
- 1961 : Les filles sèment le vent de Louis Soulanes